# 디지털 서명 알고리즘
디지털 서명 알고리즘(Digital Signature Algorithm, DSA)은 디지털 서명을 위한 연방 정보 처리 표준이다. 1991년 8월 미국 국립표준기술연구소(NIST)는 자신들의 디지털 서명 표준(Digital Signature Standard, DSS)에 사용하기 위해 DSA를 제안했으며 1993년 FIPS 186로 채택되었다. 초기 사양의 4개의 개정판이 출시되었다: FIPS 186-1 (1996년), FIPS 186-2 (2000년), FIPS 186-3 (2009년),, FIPS 186-4 (2013년).
DSA는 1991년 7월 26일 미국 특허 5,231,668로 적용되었으며 그 공로자는 David W. Kravitz이며 전 NSA 직원이었다. DSA는 ElGamal 서명 스킴의 일종이다.

## 키 생성
키 생성은 두 단계가 있다. 첫 번째 단계는 알고리즘 변수의 선택으로서, 시스템의 다른 사용자 간에 공유가 가능한 반면, 두 번째 단계는 한 명의사용자에 대한 공개 키와 개인 키를 계산한다.

## 같이 보기
- 합동 산술